# 西福寺 (西尾市)

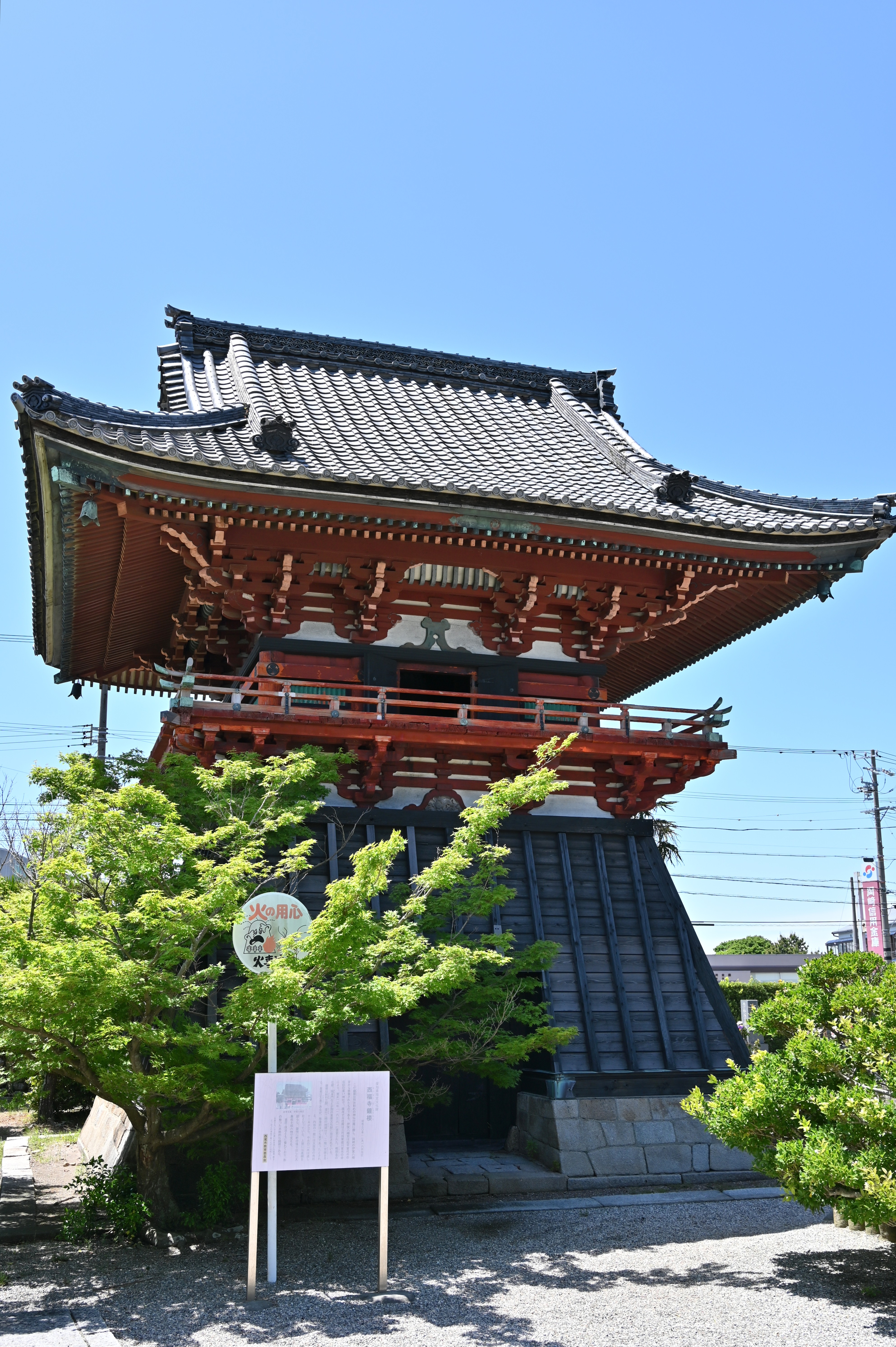
伊賀八幡宮から移築された鐘楼

西福寺（さいふくじ）は、愛知県西尾市吉良町吉田桐杭27にある浄土宗の寺院。

## 概要
山号は北星山。本尊は阿弥陀如来坐像。江戸時代前期の鐘楼が愛知県指定有形文化財に指定されている。

## 歴史
建長6年（1254年）、北条時頼が諸国を巡遊していた折に創建された。当初は大きな伽藍を持つ天台宗の寺院だったが、元弘元年（1331年）には兵火で焼失した。焼け跡に道全沙弥が草庵を結ぶと、名古屋・熱田の正覚寺から章久養玉上人が泊まった折に、この地で悟りを開いて堂塔を再建した。この際に浄土宗に改宗し、文安元年（1444年）に西福寺と名づけられた。章久養玉上人は草庵の頭上の北斗七星に感見を受け、北星山という山号を与えている。明治4年（1871年）には岡崎の伊賀八幡宮から鐘楼が移築された。

## 文化財

### 愛知県指定有形文化財
西福寺鐘楼（建造物）
桁行三間、梁間二間の袴腰付。もとは徳川家光によって再建された伊賀八幡宮の鐘楼であり、諸建築物が建立された寛永13年（1636年）頃のものとされる。明治初期には神仏分離令が施行され、伊賀八幡宮から仏教色の強い鐘楼が排除されることになったため、西福寺に移築された。